# Francisco Silva
Francisco Andrés "Gato" Silva Gajardo (ur. 11 lutego 1986 w Quillocie) – chilijski piłkarz grający na pozycji defensywnego pomocnika.

## Kariera klubowa
Francisco Silva zawodową karierę w 2006 w klubie CD Universidad Católica, którego jest wychowankiem. W Universidad Católica występuje do chwili obecnej (z krótką przerwą na wypożyczenie do drugoligowego Provincialu Osorno. Z Universidadem zdobył mistrzostwo Chile w 2010.
| Sezon     | Klub                    | Kraj      | Rozgrywki        | Mecze | Bramki |
| --------- | ----------------------- | --------- | ---------------- | ----- | ------ |
| 2006      | CD Universidad Católica | Chile     | Primera División | 2     | 0      |
| 2007      | Provincial Osorno       | Chile     | Primera B        | ?     | ?      |
| 2008      | CD Universidad Católica | Chile     | Primera División | 10    | 1      |
| 2009      | CD Universidad Católica | Chile     | Primera División | 29    | 1      |
| 2010      | CD Universidad Católica | Chile     | Primera División | 29    | 2      |
| 2011      | CD Universidad Católica | Chile     | Primera División | 17    | 2      |
| 2012      | CD Universidad Católica | Chile     | Primera División | 0     | 0      |
| 2012/2013 | CA Osasuna              | Hiszpania | Primera División | 15    | 1      |
| 2013/2014 | CA Osasuna              | Hiszpania | Primera División | 31    | 0      |
| 2014/2015 | CA Osasuna              | Hiszpania | Segunda División | 1     | 0      |
| 2014/2015 | Club Brugge             | Belgia    | Eerste klasse    | 11    | 0      |
| 2015/2016 | Chiapas FC              | Meksyk    | Liga MX          |       |        |

## Kariera reprezentacyjna
Silva w reprezentacji Chile zadebiutował w 2007. Po czteroletniej przerwie powrócił do niej w 2011 i został powołany na turniej Copa América.